# بد حرف نزن (فیلم ۲۰۲۴)
بد حرف‌نزن (به انگلیسی: Speak No Evil) یک فیلم آمریکایی در ژانر وحشت روان‌شناختی به نویسندگی و کارگردانی جیمز واتکینز است. این بازسازی فیلم دانمارکی به همین نام محصول ۲۰۲۲ است. در این فیلم جیمز مک‌آووی، مکنزی دیویس، اشلینگ فرنچوزی و اسکوت مک‌نری ایفای نقش می‌کنند.
نمایش افتتاحیه بد حرف‌نزن در ۱۹ شهریور ۱۴۰۳ (۹ سپتامبر ۲۰۲۴) و در تئاتر دی‌جی‌ای واقع در نیویورک سیتی بود، و سپس در ۲۳ شهریور ۱۴۰۳ (۱۳ سپتامبر ۲۰۲۴) توسط یونیورسال پیکچرز در ایالات متحده اکران شد. فیلم به‌طور کلی با واکنش‌های مثبتی از سوی منتقدان همراه بود و ۷۵ میلیون دلار در سراسر جهان فروش کرد در حالی که ۱۵ میلیون دلار بودجه ساخت آن بوده است.

## خلاصه داستان
یک تعطیلات رؤیایی در یک خانه روستایی زیبا به یک کابوس روانی تبدیل می‌شود.

## تولید
فیلمبرداری در گلاستر، انگلستان در ماه مه ۲۰۲۴ انجام شد و انتظار می‌رفت در ژوئیه ۲۰۲۳ به پایان برسد، قبل از اینکه فیلمبرداری پنج روز قبل از پایان آن به دلیل اعتصاب نویسندگان در سال ۲۰۲۳ به حالت تعلیق درآمد.